# 特羅爾山

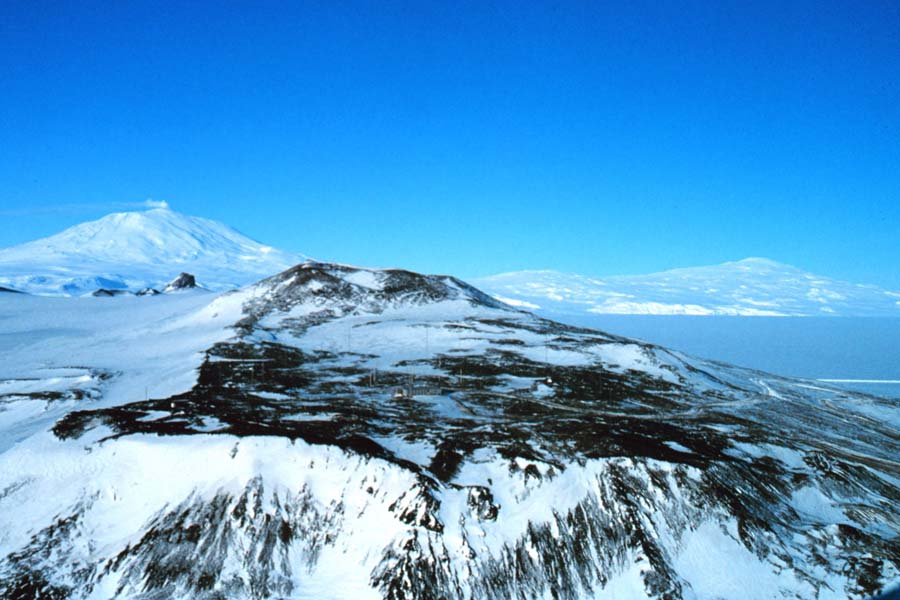

特羅爾山（英語：Mount Terror）是南極洲的山峰，位於羅斯島東部，距離埃里伯斯火山30公里，海拔高度3,230米，該山峰在1841年由英國探險家詹姆斯·克拉克·羅斯以船名命名。